# Eddie Amoo
Edward "Eddie" Robert Amoo (Liverpool, 4 mei 1944 - Melbourne, 23 februari 2018) was een Brits muzikant, songschrijver en producent. Hij begon zijn carrière in 1962 bij doowopgroep The Chants en maakte vanaf 1975 ruim 43 jaar deel uit van The Real Thing. Met deze soulband, opgericht door zijn jongere broer Chris Amoo (1952), behaalde hij zijn grootste successen in de periode 1976-'79.

## Biografie

### Jeugd
Amoo, zoon van een Ghanese vader (Robert Amoo) en een Afro-Ierse moeder (Moya), werd geboren en grotendeels getogen in Toxteth (ook wel Liverpool 8 genoemd), een multiculturele wijk die een gemeenschap op zich was ten aanzien van de rest van de Merseyside. Als tiener werd hij zich bewust van z'n zwart-zijn en dat dat buiten de onzichtbare muren van 'L8' geen vanzelfsprekendheid was. Tegelijkertijd ontdekte Amoo de rock-'n-roll, r&b en doowop; mede dankzij de in het nabije Burtonwood gelegerde Afro-Amerikaanse soldaten. De ambitie om zelf muziek te gaan maken kwam pas toen zijn moeder hem in 1957 meenam naar een concert van Frankie Lymon & the Teenagers in de Liverpool Empire (te midden van een overwegend blank publiek). Het had niet veel gescheeld of het was nooit zover gekomen; Amoo werd later opgepakt voor wapenbezit en verbleef enige tijd in de jeugdgevangenis totdat zijn vader hem eruit haalde. Amoo besefte zich dat hij een tweede kans had gekregen en dat hij die optimaal moest benutten.

### The Chants
Amoo begon in 1962 een zanggroep met Rodney 'Nat' Smeeda, Alan Harding en last but not least domineeszonen Joe en Edmund Ankrah. In eerste instantie noemden ze zich The Shades, maar omdat er al in Londen een groep bestond met die naam werden ze tot The Chants herdoopt. De Chants verzorgden unieke gastoptredens bij de Beatles en brachten met onderbrekingen tien singles uit op zes verschillende platenlabels; de eerste, I Don't Care uit 1963 was ook het songschrijversdebuut van Amoo. Met het georkestreerde Man Without a Face uit 1968 maakte hij voor het eerst een sociaal-politiek statement. Al deze singles werden commerciële flops, maar ook artistiek lieten ze te wensen over. "De platenmaatschappijen wisten niet wat ze met (ons) aan moesten", verzuchtte Amoo in 1996. "Eind jaren zestig, begin jaren zeventig klonken veel zwarte Britse bands op plaat alsof ze blank waren. De Chants werden ook als een blanke band opgenomen terwijl we dat niet waren. Maar muzikaal hadden we te weinig ervaring om te verwezenlijken wat we echt wilden; we waren nog geen muzikanten." 

### The Real Thing
Begin jaren zeventig hield Amoo zich bezig met het coachen van The Real Thing; een groep die alles had wat de Chants misten om kans te maken op succes; een goed management, een eigen (zwart) geluid en een sterke leadzanger in de persoon van broer Chris. Amoo heeft sommige daarvan nog uitgeprobeerd met de Chants die hun laatste jaren doorbrachten in het z.g. cabaret circuit voordat ze in 1975 besloten om er een punt achter te zetten; I've Been Trying werd in 1976 hun postume zwanenzang.
Na het uiteenvallen van de Chants sloot Amoo zich aan bij The Real Thing, dat gecompleteerd werd door Dave Smith (1952) en Ray Lake (1952-2000). Zodoende ontstond de klassieke bezetting die in het discotijdperk hun grootste hits scoorden met You to Me Are Everything, Can't Get By Without You en Can You Feel The Force?. Net als de rest van de groep bleef Amoo in Liverpool wonen alwaar Toxteth het hardst getroffen was door de economische recessie; in 1988 werd hij vastgoedeigenaar door samen met Chris essentiële panden voor sloop te behoeden . 

### Documentaire en overlijden
De "zwarte Beatles", zoals The Real Thing ook wel wordt genoemd, bleef optreden en werd eind jaren tien van de 21e eeuw geïnterviewd voor de documentaire Everything - The Real Thing Story. Vlak na de voltooiing daarvan overleed Amoo op 23 februari 2018 op 73-jarige leeftijd in Melbourne in Australië tijdens een bezoek aldaar; hij stierf een natuurlijke dood. Amoo liet een vrouw (Sylvia), vier dochters en kleinkinderen na. Everything, waarin ook de nog levende Chants-leden aan het woord kwamen, ging in 2020 in première en ontving lovende reacties. The Real Thing, dat twintig jaar eerder al Ray Lake verloor, ging als duo verder waarbij de partijen van Amoo door Chris werden nagezongen en op band gezet. Voorafgaand aan de documentaire verscheen eind 2019 de hervonden single Someone Oughta Write A Song (About You Baby) met op de B-kant een live-uitvoering van Children of the Ghetto, een populair albumnummer uit 1977 dat Amoo in de jaren negentig van de vertrokken Lake overnam.
In oktober 2024 ontving de groep het ereburgerschap van Liverpool; Amoo en Lake werden beide vertegenwoordigd door hun nabestaanden.